# Liste der Biografien/Sat
Liste der Biografien |
Portal Biografien |
Personensuche
# |
A |
B |
C |
D |
E |
F |
G |
H |
I |
J |
K |
L |
M |
N |
O |
P |
Q |
R |
S |
T |
U |
V |
W |
X |
Y |
Z |
?
 
Sa |
Sb |
Sc |
Sd |
Se |
Sf |
Sg |
Sh |
Si |
Sj |
Sk |
Sl |
Sm |
Sn |
So |
Sp |
Sq |
Sr |
Ss |
St |
Su |
Sv |
Sw |
Sy |
Sz
 
Saa |
Sab |
Sac |
Sad |
Sae |
Saf |
Sag |
Sah |
Sai |
Saj |
Sak |
Sal |
Sam |
San |
Sao |
Sap |
Saq |
Sar |
Sas |
Sat |
Sau |
Sav |
Saw |
Sax |
Say |
Saz
Die Liste der Biografien führt alle Personen auf, die in der deutschsprachigen Wikipedia einen Artikel haben. Dieses ist eine Teilliste mit 509 Einträgen von Personen, deren Namen mit den Buchstaben „Sat“ beginnt.

## Sat
- Sat, Opan (* 1987), russischer Ringer
- Sat-Okh († 2003), polnischer Widerstandskämpfer und Schriftsteller

### Sata
- Sata, Ineko (1904–1998), japanische Schriftstellerin
- Sata, Michael († 2014), sambischer Politiker
- Satajew, Aqan (* 1971), kasachischer Regisseur und Filmproduzent
- Satajewitsch, Alexander Wiktorowitsch (1869–1936), russisch-sowjetischer Ethnograph und Komponist
- Satake, Akira (1929–2024), japanischer evangelischer Theologe
- Satake, Ichirō (1927–2014), japanischer Mathematiker
- Satake, Norihisa (* 1947), japanischer Politiker
- Satake, Yoshiatsu (1748–1785), japanischer Daimyō und Maler
- Satamun, altägyptische Königstochter des Ahmose I.
- Šatan, Miroslav (* 1974), slowakischer Eishockeyspieler
- Satana, Tura (1938–2011), US-amerikanische SchauspielerinTura Satana (1938–2011)

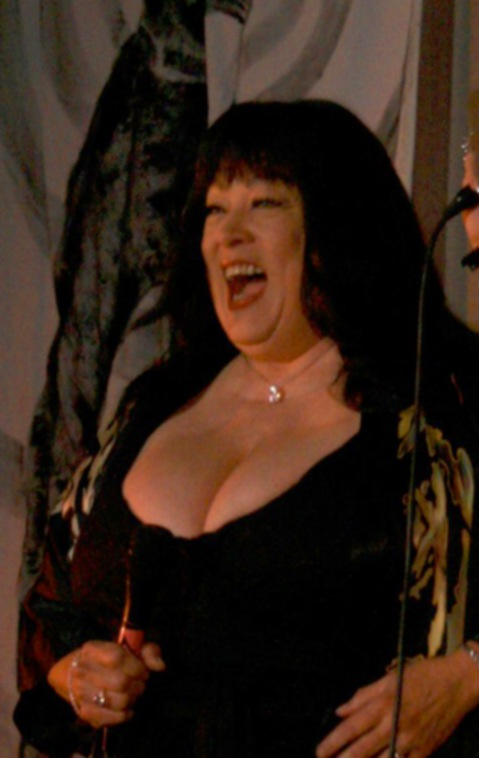
Tura Satana (1938–2011)

- Satank († 1871), Kiowa-Unterhäuptling
- Satanow, Isaak (1732–1805), hebräischer Dichter
- Satanowski, Jerzy (* 1947), polnischer Komponist
- Satanta († 1878), Häuptling der KiowaSatanta († 1878)

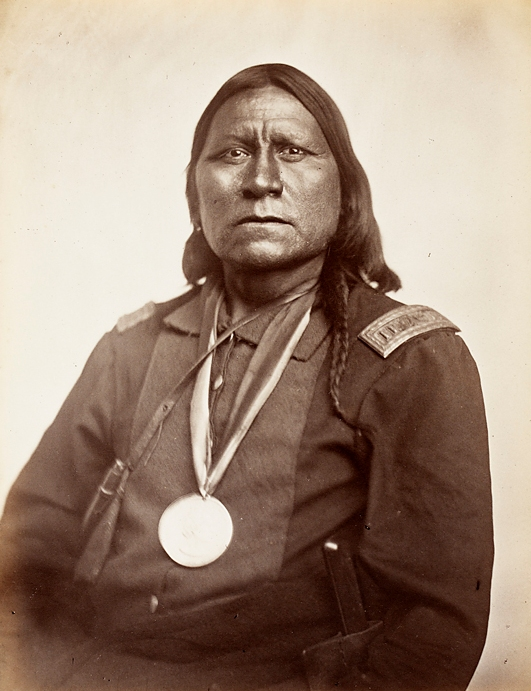
Satanta († 1878)

- Sataporn Wajakhum, thailändischer Fußballtrainer
- Šatara, Miloš (* 1995), bosnischer Fußballspieler
- Satarawala, Kershasp Tehmurasp (1916–2001), indischer Diplomat und Gouverneur
- Satarowa, Gulschanoi (* 1992), kirgisische Leichtathletin
- Sataspes, persischer Adliger und Seefahrer
- Satavastres, indischer König
- Satayu Raksrithong (* 2003), thailändischer Fußballspieler

### Satb
- Sätbajew, Islam (* 1998), kasachischer Sportschütze
- Sätbajew, Qanysch (1899–1964), kasachischer Geologe

### Satc
- Satch, William (* 1989), britischer Ruderer
- Satchell, Paige (* 1998), neuseeländische Fußballspielerin
- Satchell, William Arthur (1861–1942), neuseeländischer Romancier, Verleger, Journalist und Unternehmer
- Satcher, David (* 1941), US-amerikanischer Admiral
- Satcher, Robert (* 1965), US-amerikanischer Astronaut
- Satchidananda (1914–2002), indischer spiritueller Lehrer und Yogi
- Satchidanandan, K. (* 1948), indischer Dichter
- Satchler, George Raymond (1926–2010), britischer Kernphysiker
- Satchwell, Brooke (* 1980), australische Schauspielerin und ModelBrooke Satchwell (* 1980)

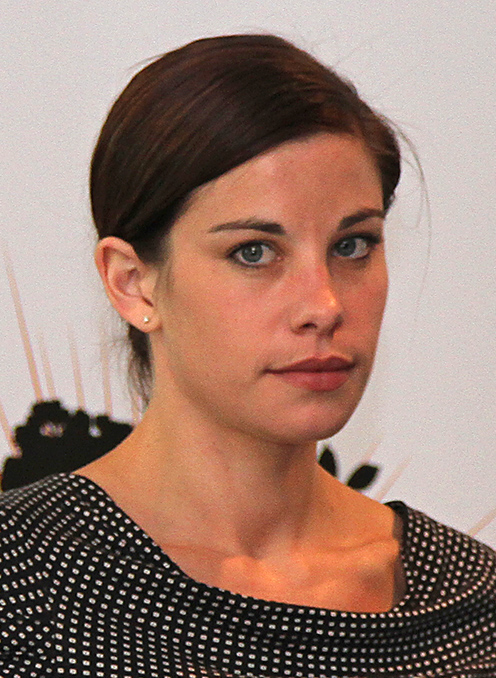
Brooke Satchwell (* 1980)

- Satchwell, Tony (* 1953), britischer Diskuswerfer und Kugelstoßer

### Satd
- Satdjehuti, Gemahlin von Seqenenre

### Sate
- Sater, Adel, bahrainischer Diplomat
- Sater, Felix (* 1966), russisch-US-amerikanischer Krimineller und Immobilienentwickler
- Sater, Paul Abdel (* 1962), libanesischer Geistlicher und maronitischer Erzbischof von Beirut
- Saterdag, Hermann (1945–2013), deutscher Bildungsforscher, Präsident der Universität Koblenz-Landau
- Säteri, Harri (* 1989), finnischer Eishockeytorwart
- Säterkvist, Karin (* 1972), schwedische Skilangläuferin
- Saternus, Artur (1892–1970), deutscher Journalist, Autor und Übersetzer
- Saternus, Peter (* 1967), deutscher Fußballspieler
- Šatevičius, Andrius (* 1991), litauischer Politiker, Bürgermeister der Rajongemeinde Trakai

### Sath
- Sathaporn Daengsee (* 1988), thailändischer Fußballspieler
- Sathas, Konstantin (1842–1914), neugriechischer Geschichtsforscher und Literarhistoriker
- Sathasivam, P. (* 1949), indischer Jurist
- Sathathor, Königstochter der altägyptischen 12. Dynastie
- Sathe, Keshav (1928–2012), indischer Tablaspieler
- Satheeswaran, Sanjeev (* 1983), sri-lankischer Fußballspieler
- Sather, Alexander (* 1986), deutscher Fußballschiedsrichter
- Sather, Glen (* 1943), kanadischer Eishockeyspieler, -trainer und -funktionär
- Sätherberg, Herman (1812–1897), schwedischer Dichter und Arzt
- Sathienthirakul, Tanart (* 1992), thailändischer Automobilrennfahrer
- Sathoengram, Jaran (* 1993), thailändischer Sprinter
- Sathya, Suresh (* 1987), indischer Sprinter

### Sati
- Sati Beg, mongolische Ilchan von Persien
- Satiah, altägyptische Königin der 18. Dynastie
- Satibarzanes († 330 v. Chr.), persischer Satrap von Aria
- Satid Sriuthai (* 1997), thailändischer Fußballspieler
- Satie, Erik (1866–1925), französischer KomponistErik Satie (1866–1925)

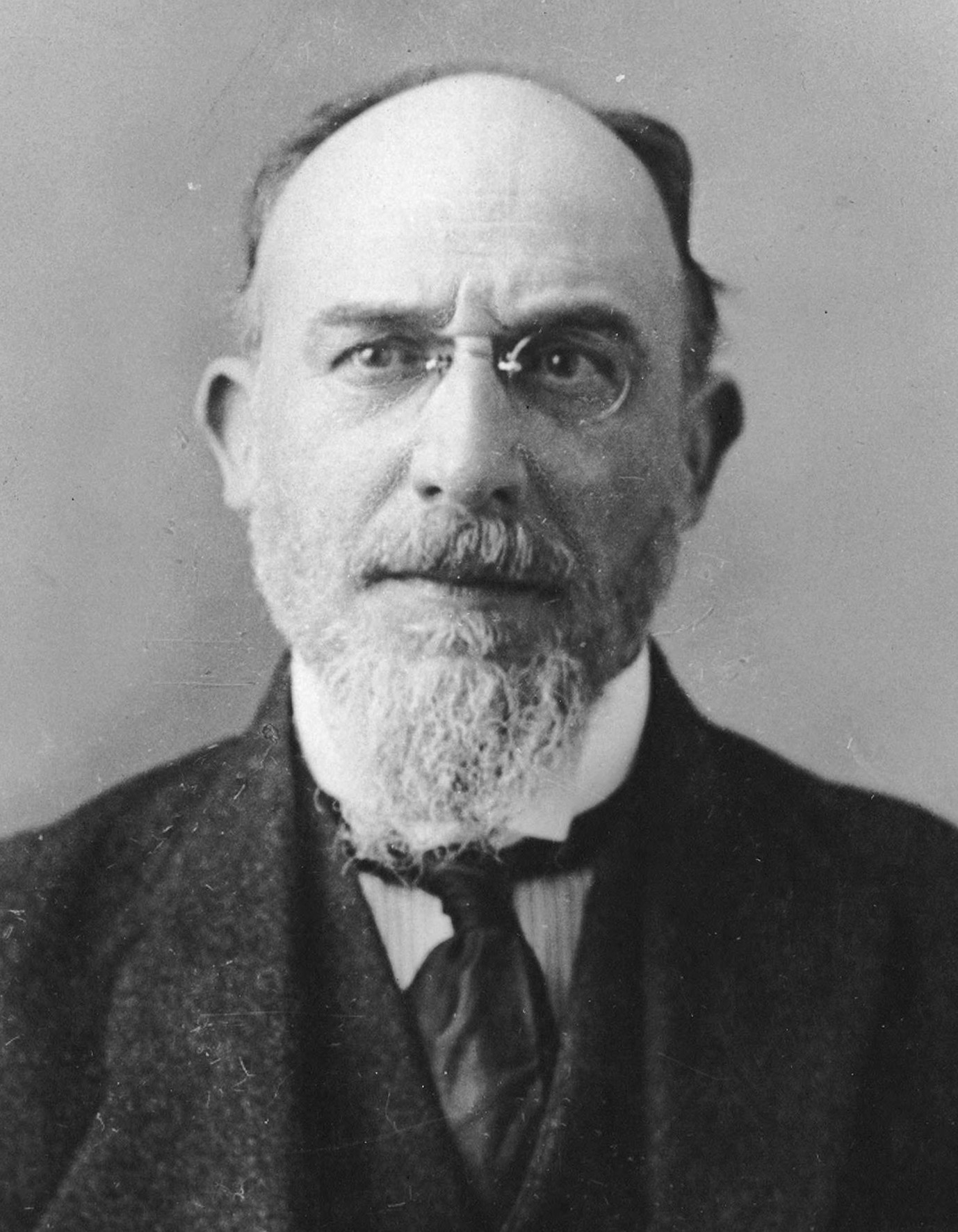
Erik Satie (1866–1925)

- Satilmis, Dilaver (* 1979), schweizerisch-türkischer Fußballspieler
- Satin, Dennis (* 1968), deutscher Filmregisseur und Drehbuchautor
- Satin, Murat (* 1996), österreichischer Fußballspieler
- Satine, Elena (* 1987), georgisch-US-amerikanische Schauspielerin, Sängerin, Songwriterin und Pianistin
- Satineau, Maurice (1891–1960), französisch-guadeloupischer Aktivist und Politiker
- Satinover, Jeffrey (* 1947), US-amerikanischer Psychologe und Autor
- Satinský, Július (1941–2002), slowakischer Schauspieler
- Satinsky, Thomas (* 1959), deutscher Journalist
- Satır, Kemal (1911–1991), türkischer Politiker
- Satir, Virginia (1916–1988), US-amerikanische Familientherapeutin und Autorin
- Sativa, Jenna (* 1992), US-amerikanische Pornodarstellerin und Erotikmodel

### Satj
- Satjukow, Silke (* 1965), deutsche Historikerin und Hochschullehrerin

### Satk
- Šatka, Ľubomír (* 1995), slowakischer Fußballspieler
- Satkamose, Schwester des Amenophis I.
- Šatkauskas, Rytis (* 1969), litauischer Politiker, Mitglied des Seimas
- Satke, Wilfried (* 1955), österreichischer Komponist und Gitarrist
- Satkevičius, Vitalijus (* 1961), litauischer Politiker
- Satková, Gabriela (* 2001), tschechische Kanutin

### Satl
- Satlof, Ron (1938–2018), US-amerikanischer Filmregisseur und Filmproduzent

### Satm
- Sătmăreanu, Lajos (1944–2025), rumänischer Fußballspieler und -trainer

### Sato
- Satō, Aiko (* 1923), japanische Schriftstellerin
- Satō, Aiko (* 1983), japanische Judoka
- Satō, Akihiro (Fußballspieler, August 1986) (* 1986), japanischer Fußballspieler
- Satō, Akihiro (Fußballspieler, Oktober 1986) (* 1986), japanischer Fußballspieler
- Satō, Akira (* 1951), japanischer Politiker
- Satō, Akira (* 1964), japanischer Skispringer
- Sato, Aoi (* 1997), japanischer Fußballspieler
- Satō, Atsushi (* 1978), japanischer Langstreckenläufer
- Satō, Ayano (* 1996), japanische Eisschnellläuferin
- Satō, Bumpei (* 1985), japanischer Tennisspieler
- Satō, Chōei (* 1951), japanischer Fußballspieler und -trainer
- Satō, Chōzan (1888–1963), japanischer Bildhauer
- Satō, Chūryō (1912–2011), japanischer Bildhauer
- Satō, Dai (* 1971), japanischer Fußballspieler
- Satō, Daiki (1988–2010), japanischer Fußballspieler
- Satō, Daiki (* 1999), japanischer Fußballspieler
- Satō, Daisuke (* 1994), philippinischer Fußballspieler
- Satō, Eigo (1978–2013), japanischer Freestyle-Motocrosspilot
- Satō, Eiji (* 1971), japanischer Fußballspieler
- Satō, Eiken (* 1986), japanischer Springreiter
- Satō, Eisaku (1901–1975), japanischer Politiker, Premierminister (1964–1972)Satō Eisaku (1901–1975)

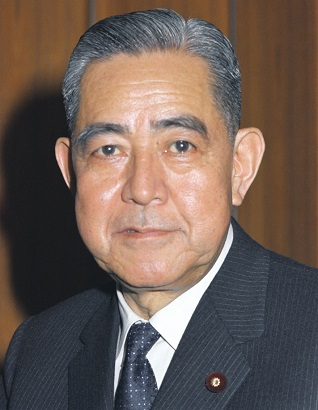
Satō Eisaku (1901–1975)

- Satō, Eriko (* 1981), japanische Schauspielerin und Model
- Satō, Eriko (* 1985), japanische Fußballspielerin
- Satō, Francis Keiichi (1928–2005), japanischer Ordensgeistlicher, katholischer Bischof
- Satō, Fuga (* 1996), japanischer Sprinter
- Sato, Garret T. (1964–2020), US-amerikanischer Schauspieler
- Sato, Gordon H. (1927–2017), US-amerikanischer Zell- und Molekularbiologe und Entwicklungshelfer
- Satō, Hachirō (1903–1973), japanischer Schriftsteller
- Satō, Harue (* 1976), japanische Fußballspielerin
- Satō, Haruhiko (* 1978), japanischer Fußballspieler
- Satō, Haruo (1892–1964), japanischer Lyriker, Erzähler und Essayist
- Satō, Hikaru (* 1999), japanische Tennisspielerin
- Satō, Himari (* 2002), japanische Tennisspielerin
- Satō, Hiroaki (1932–1988), japanischer Fußballspieler
- Satō, Hiroji (1925–2000), japanischer Tischtennisspieler
- Satō, Hiroko (* 1939), japanische Speerwerferin
- Satō, Hiroshi (* 1972), japanischer Fußballspieler
- Satō, Hiroshi (* 1978), japanischer Curler
- Satō, Hiroto (* 1993), japanischer Eishockeyspieler
- Satō, Hisato (* 1982), japanischer Fußballspieler
- Satō, Hisaya (* 1998), japanischer Fußballspieler
- Satō, Hisayasu (* 1959), japanischer Regisseur
- Satō, Hitomi (* 1997), japanische Tischtennisspielerin
- Satō, Hitoshi (* 1962), japanischer Radrennfahrer
- Satō, Isao (* 1963), japanischer Astronom und Asteroidenentdecker
- Satō, Issai (1772–1859), japanischer Gelehrter
- Satō, Jin (* 1974), japanischer Fußballspieler
- Satō, Jirō (1908–1934), japanischer Tennisspieler
- Satō, Jōsei (* 2004), japanischer Fußballspieler
- Satō, Junji (* 1975), japanischer Fußballspieler
- Satō, Katsuhiko (* 1943), japanischer Radrennfahrer
- Satō, Kazuhiro (* 1990), japanischer Fußballspieler
- Satō, Kazuki (* 1974), japanischer Fußballspieler
- Satō, Kazuki (* 1993), japanischer Fußballspieler
- Satō, Kazuo (* 1937), japanischer Skilangläufer
- Sato, Kazutaka (* 1998), japanischer Fußballspieler
- Satō, Kei (1906–1978), japanischer Maler
- Satō, Keiichi (* 1997), japanischer Skispringer
- Satō, Kein (* 2001), japanischer Fußballspieler
- Satō, Kenki (* 1984), japanischer Vielseitigkeitsreiter
- Satō, Kenryō (1895–1975), japanischer Offizier, Generalleutnant der kaiserlich japanischen Armee, verurteilter Kriegsverbrecher
- Satō, Kensuke (* 1989), japanischer Fußballspieler
- Satō, Kentarō (* 1981), japanisch-US-amerikanischer Komponist und Dirigent
- Satō, Kentarō (* 1984), japanischer Fußballspieler
- Satō, Kentarō (* 1986), japanischer Manga-Zeichner
- Satō, Kentarō (* 1994), japanischer Sprinter
- Satō, Kimiya (* 1989), japanischer Automobilrennfahrer
- Satō, Kōdai (* 1985), japanischer Fußballspieler
- Satō, Kōhei (* 1996), japanischer Eishockeyspieler
- Satō, Kōichi (* 1931), japanischer Skisportler
- Satō, Kōichi (* 1960), japanischer Schauspieler
- Satō, Kōichi (* 1986), japanischer Fußballspieler
- Satō, Kōji (* 1959), japanischer Politiker
- Satō, Kōji (* 1969), japanischer Maschinenbau-Ingenieur
- Satō, Kōka (1897–1944), japanischer Maler der Nihonga-Richtung
- Satō, Kōroku (1874–1949), japanischer Schriftsteller
- Satō, Kōtoku (1893–1959), japanischer Generalleutnant
- Satō, Kyō (* 2000), japanischer Fußballspieler
- Satō, Mai (* 1981), japanische Kriminologin und Menschenrechtsexpertin
- Satō, Makoto (* 1943), japanischer Theaterregisseur und Dramatiker
- Satō, Marino (* 1999), japanischer Automobilrennfahrer
- Satō, Masahiko (* 1941), japanischer Jazzpianist, Arrangeur und Komponist
- Satō, Masami (* 1981), japanischer Fußballspieler
- Satō, Masamichi, japanischer Kameramann
- Satō, Masaru (1928–1999), japanischer Filmkomponist
- Satō, Masaya (* 1990), japanischer Fußballspieler
- Satō, Masayuki (* 1975), japanischer Skispringer
- Sato, Mihiro (* 2007), japanischer Fußballspieler
- Satō, Mikio (1928–2023), japanischer Mathematiker
- Satō, Mina (* 1998), japanische Radsportlerin
- Satō, Minori (* 1991), japanischer Fußballspieler
- Satō, Misaki (* 1998), japanischer Fußballspieler
- Satō, Mitsuru (* 1961), japanischer Ringer
- Satō, Naho (* 2001), japanische Tennisspielerin
- Satō, Nana (* 1989), japanische Hindernisläuferin
- Satō, Naokata (1650–1719), japanischer Neokonfuzianist
- Satō, Naoki (* 1996), japanischer Fußballspieler
- Satō, Naoko (* 1955), japanische Tennisspielerin
- Satō, Naotake (1882–1971), japanischer Politiker und DiplomatSatō Naotake (1882–1971)

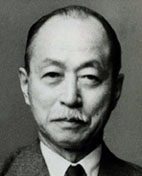
Satō Naotake (1882–1971)

- Satō, Naoto (* 1953), japanischer Astronom
- Satō, Nempuku (1898–1979), japanischer Haiku-Dichter
- Satō, Nobuhiro (1769–1850), japanischer Gelehrter
- Satō, Nobuo (* 1942), japanischer Eiskunstläufer
- Satō, Nobuyuki (* 1944), japanischer Judoka
- Satō, Nobuyuki (* 1972), japanischer Marathonläufer
- Sato, Norie (* 1949), amerikanische Künstlerin
- Satō, Ōki (* 1977), japanischer Designer und Architekt
- Satō, Ōmi (* 1975), japanischer Fußballspieler
- Satō, Osamu (* 1976), japanischer Boxer im Superbantamgewicht und Schauspieler
- Satō, Raymond Augustin Chihiro (1926–2002), japanischer Ordensgeistlicher, katholischer Bischof
- Satō, Rika (* 1971), japanische Tischtennisspielerin
- Sato, Riki (* 2003), japanischer Fußballspieler
- Sato, Romain (* 1981), zentralafrikanischer Basketballspieler
- Satō, Ruika (* 1992), japanische Judoka
- Satō, Ryō (* 1994), japanischer Hochspringer
- Satō, Ryō (Fußballspieler, September 1997) (* 1997), japanischer Fußballspieler
- Satō, Ryō (Fußballspieler, November 1997) (* 1997), japanischer Fußballspieler
- Satō, Ryōga (* 1999), japanischer Fußballspieler
- Satō, Ryūji (* 1977), japanischer Fußballschiedsrichter
- Satō, Ryūnosuke (* 2006), japanischer Fußballspieler
- Satō, Sakura (* 1992), japanische Skispringerin
- Satō, Satarō (1909–1987), japanischer Tanka-Dichter
- Satō, Satoshi (* 1979), japanischer Fußballspieler
- Satō, Sayaka (* 1991), japanische Badmintonspielerin
- Satō, Shigeki (* 1959), japanischer Politiker
- Satō, Shin’ichi (* 1975), japanischer Fußballspieler
- Satō, Shin’ya (* 1978), japanischer Fußballspieler
- Satō, Shirō (* 1953), japanischer Skilangläufer
- Satō, Shizuya (1929–2011), japanischer Judoka
- Satō, Shō (* 1983), japanischer Eishockeyspieler
- Satō, Shō (* 1993), japanischer Fußballspieler
- Satō, Shōji, japanischer Mangaka
- Satō, Shōji (* 1982), japanischer Badmintonspieler
- Satō, Shōkichi (* 1971), japanischer Fußballspieler
- Satō, Shōma (* 1999), japanischer Fußballspieler
- Satō, Shun (* 1997), japanischer Fußballspieler
- Satō, Shun (* 2004), japanischer Eiskunstläufer
- Sato, Sonosuke (* 2003), japanischer Fußballspieler
- Satō, Sōta (* 1999), japanischer Fußballspieler
- Satō, Taichi (* 1977), japanischer Fußballspieler
- Satō, Taisei (1913–2004), japanischer Maler im Nihonga-Stil
- Satō, Taishu (* 1993), japanischer Pentathlet
- Satō, Taiten (* 1983), japanischer Fußballspieler
- Satō, Takuma (* 1977), japanischer AutomobilrennfahrerTakuma Satō (* 1977)

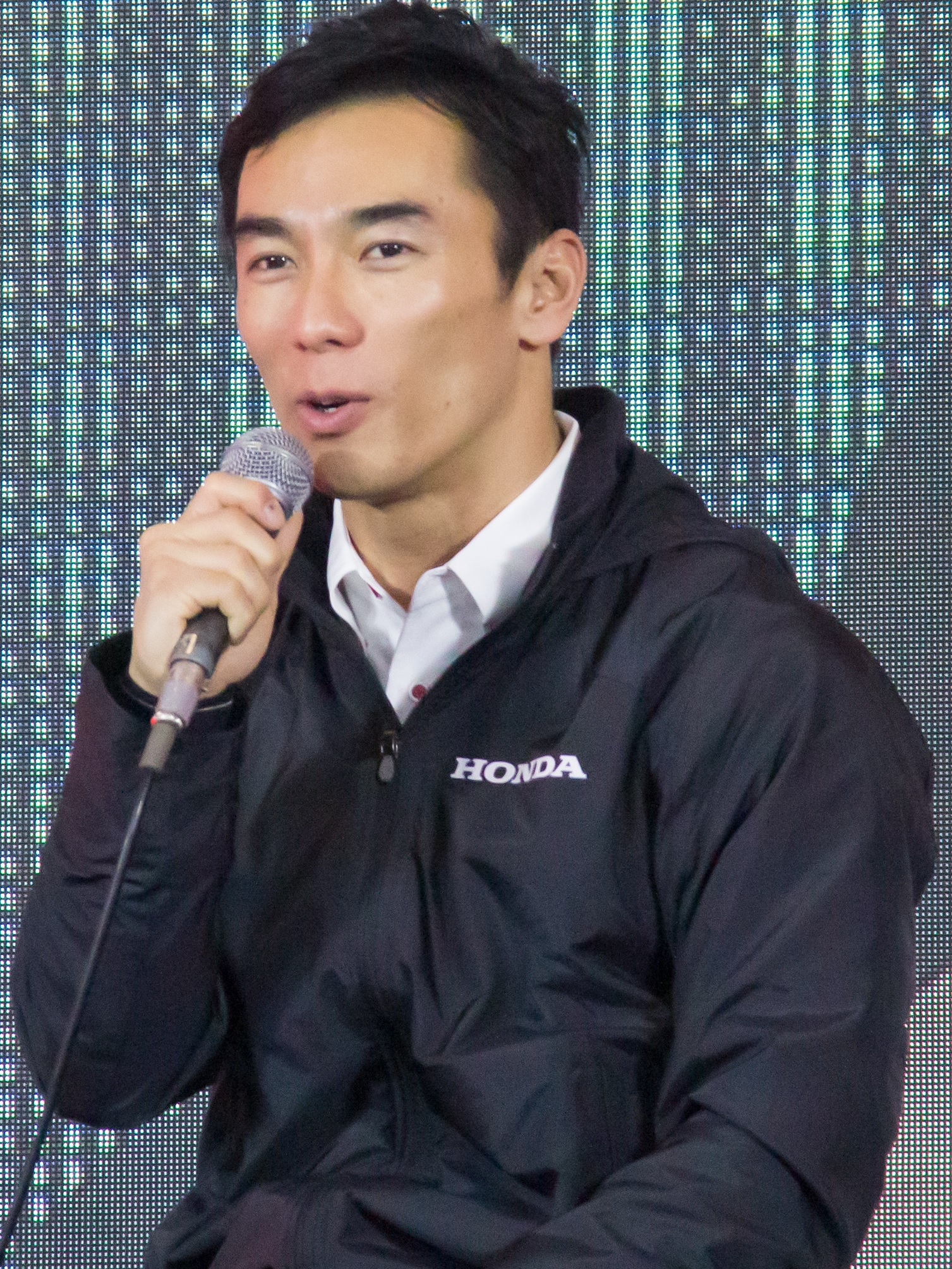
Takuma Satō (* 1977)

- Satō, Tamaki (* 1972), japanische Wirbeltierpaläontologin
- Satō, Tatsuo (1904–1974), japanischer Jurist
- Satō, Tatsuya (* 1957), japanischer Jazzmusiker
- Satō, Tetsuo (1949–2025), japanischer Volleyballspieler
- Satō, Tokio (* 1942), japanischer Skilangläufer
- Sato, Toshiro, japanischer Mediziner
- Satō, Tsuneo (1925–1992), japanischer Eisschnellläufer
- Satō, Tsutomu (* 1952), japanischer Politiker
- Satō, Tsuyoshi (* 1988), japanischer Fußballspieler
- Satō, Yasuhiko (* 1968), japanischer Jazzmusiker
- Satō, Yasuyuki (* 1966), japanischer Fußballspieler
- Satō, Yōhei (* 1972), japanischer Fußballspieler
- Satō, Yoshiaki (* 1969), japanischer Fußballspieler
- Satō, Yoshihiro (* 1981), japanischer Kickboxer und K-1-Kämpfer
- Satō, Yoshiki (* 1997), japanischer Fußballspieler
- Satō, Yoshiko (1903–1982), japanische Opernsängerin
- Satō, Yoshirō, japanischer Badmintonspieler
- Satō, Yōta (* 1984), japanischer Boxer
- Satō, Yōta (* 1998), japanischer Fußballspieler
- Satō, Yu (* 2002), japanischer Eishockeyspieler
- Satō, Yūhei (* 1947), japanischer Politiker
- Satō, Yūhei (* 1990), japanischer Fußballspieler
- Satō, Yuka (* 1973), japanische Eiskunstläuferin
- Satō, Yuka (* 1992), japanische Speerwerferin
- Satō, Yūki (* 1986), japanischer Langstreckenläufer
- Satō, Yūki (* 1988), japanischer Fußballspieler
- Satō, Yukihiko (* 1976), japanischer Fußballspieler
- Satō, Yukiya (* 1995), japanischer Skispringer
- Satō, Yūko, japanische Synchronsprecherin (Seiyū)
- Satō, Yūko (* 1963), japanische Politikerin
- Satō, Yumi (* 1976), japanische Langstreckenläuferin
- Satō, Yūsuke (* 1977), japanischer Fußballspieler
- Satō, Yūta (* 1995), japanischer Fußballspieler
- Satō, Yūto (* 1982), japanischer Fußballspieler
- Satō, Yūya (* 1986), japanischer Fußballspieler
- Satō, Yuzuki (* 2007), japanische Skispringerin
- Satoh, Keita (* 2004), japanischer Mittel- und Langstreckenläufer
- Satolli, Francesco di Paola (1839–1910), italienischer Theologe, Kardinal und der erste Apostolische Delegat in die Vereinigten Staaten
- Satomi, Hitoyoshi (* 1983), japanischer Fußballspieler
- Satomi, Katsuzō (1895–1981), japanischer Maler
- Satomi, Ton (1888–1983), japanischer Schriftsteller
- Satomura, Jōha (1525–1602), japanischer Renga-Dichter
- Satomura, Meiko (* 1979), japanische Wrestlerin
- Satonen, Arto (* 1966), finnischer Politiker
- Satonski, Dmitri Wiktorowitsch (* 1971), russischer Eishockeyspieler
- Satonskyj, Dmytro (1922–2009), ukrainischer Literaturwissenschaftler und Germanist
- Satonskyj, Wolodymyr (1888–1938), ukrainisch-sowjetischer Politiker und Wissenschaftler
- Satoq Bugra Khan († 955), Sultan der Karachaniden
- Sator, Dieter (* 1968), deutscher Ruderer
- Sator, Klaus (* 1956), deutscher Gymnasiallehrer, Politologe und Historiker und Autor und Informationsmanager
- Šator, Senihad (* 1996), deutscher Politiker (SPD), MdBB
- Sator, Ted (* 1949), US-amerikanischer Eishockeyspieler und -trainer
- Satoranský, Tomáš (* 1991), tschechischer BasketballspielerTomáš Satoranský (* 1991)

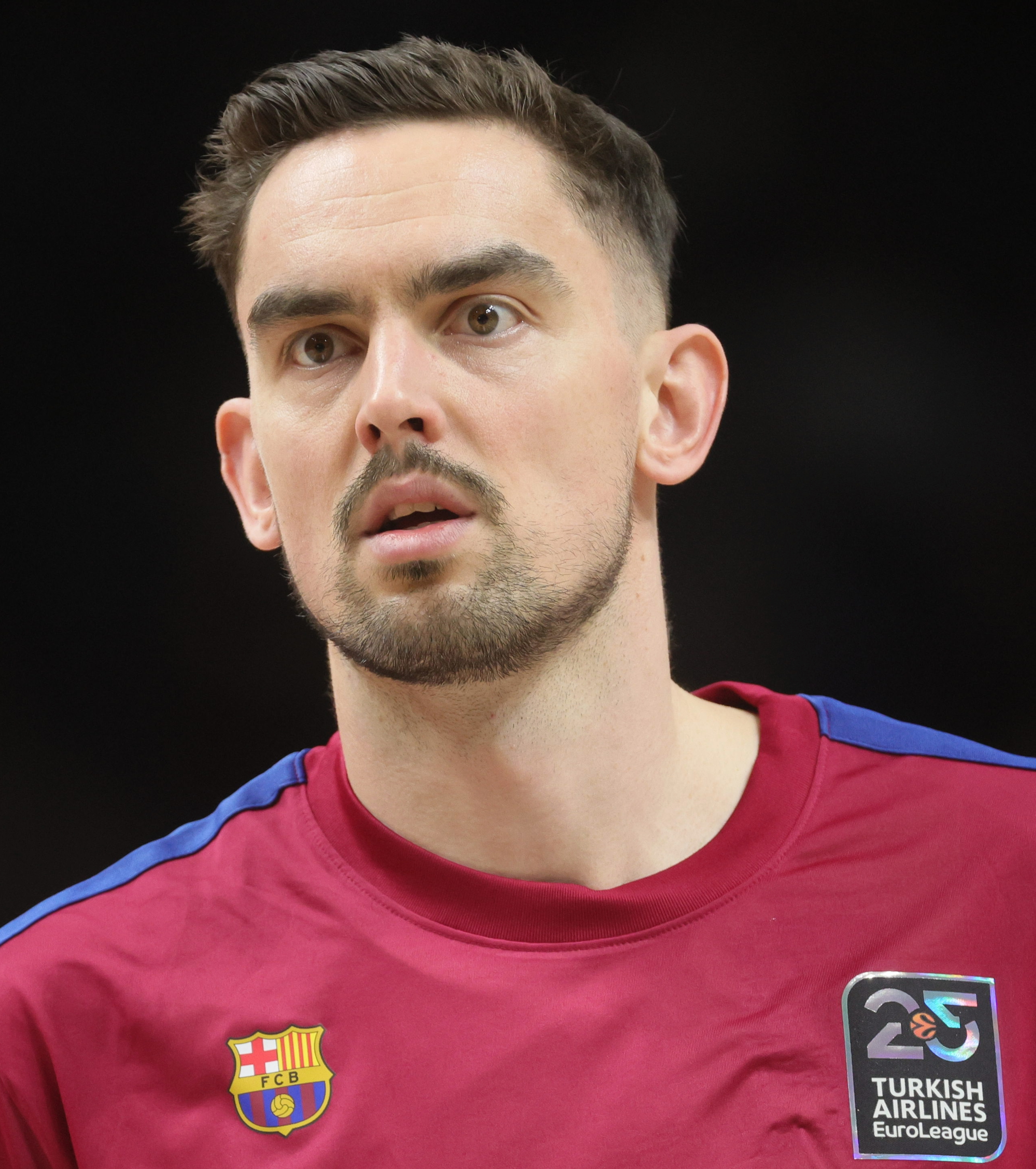
Tomáš Satoranský (* 1991)

- Sátori, Imre (1937–2010), ungarischer Fußballspieler
- Satori-Neumann, Bruno (1886–1943), deutscher Theaterwissenschaftler und Publizist
- Satosaari, Tommi (* 1975), finnischer Eishockeytorwart
- Satour, Djazia (* 1980), französische Musikerin
- Satouri, Ilyes (* 1993), französischer E-Sportler
- Satouri, Mounir (* 1975), französischer Politiker (EELV), MdEP
- Satow, Ernest (1843–1929), britischer Diplomat und Japanologe
- Satow, Karl (1884–1966), deutscher Komponist
- Satow, Louis (1880–1968), deutscher Pädagoge, Publizist und Verleger
- Satowaki, Joseph Asajirō (1904–1996), japanischer Kardinal der römisch-katholischen Kirche und Erzbischof von Nagasaki
- Satoya, Tae (* 1976), japanische Freestyle-Skierin

### Satp
- Satpathy, Nandini (1931–2006), indische Politikerin und Autorin
- Satprem (1923–2007), französischer Autor

### Satr
- Satragni, Beto (1955–2010), uruguayischer Komponist und Bassist
- Šátral, Jan (* 1990), tschechischer Tennisspieler
- Šátralová, Denisa (* 1993), tschechische Tennisspielerin
- Satrapa, Heinz (1927–2001), deutscher Fußballspieler (DDR)
- Satrapi, Marjane (* 1969), iranisch-französische Comic-Autorin und Filmemacherin
- Satre, altägyptische Königsgemahlin; Gemahlin von Ramses I.; Mutter von Sethos I.
- Satre, Ana Raquel (1925–2014), uruguayische Opernsängerin (Sopran)
- Satre, Karl Magnus (1904–1955), US-amerikanischer Nordischer Kombinierer
- Satre, Paul Ottar (1908–1984), US-amerikanischer Nordischer Kombinierer
- Satriani, Joe (* 1956), US-amerikanischer RockgitarristJoe Satriani (* 1956)

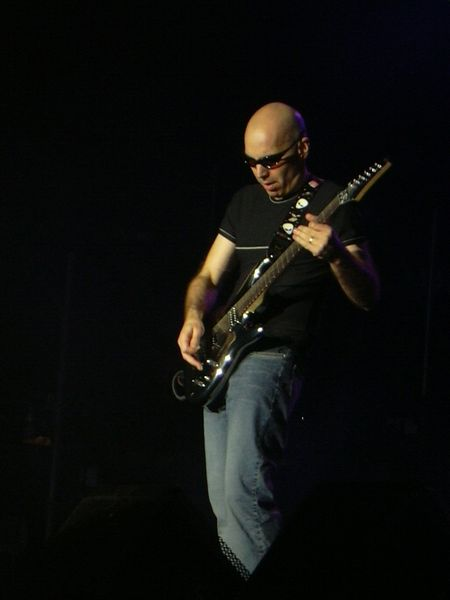
Joe Satriani (* 1956)

- Satriano, Emilio (* 1952), argentinischer Rennfahrer
- Satriano, Giuseppe (* 1960), italienischer Geistlicher, römisch-katholischer Erzbischof von Bari-Bitonto
- Satriano, Martín (* 2001), uruguayisch-italienischer Fußballspieler
- Šatrijos Ragana (1877–1930), litauische Schriftstellerin
- Satrústegui, Enrique de (1897–1977), spanischer Tennisspieler
- Satrústegui, Jesús María (* 1954), spanischer Fußballspieler

### Sats
- Satsanapong Wattayuchutikul (* 1992), thailändischer Fußballspieler
- Satschenjuk, Gennadi Xenafontowitsch (* 1967), russischer Oberst, Dirigent und Leiter des Alexandrow-Ensembles
- Satschko, Alexander (* 1980), deutscher Tennisspieler
- Satschko, Witalij (* 1997), ukrainischer Tennisspieler
- Satsukawa, Atsuki (* 1997), japanischer Fußballspieler
- Satsukawa, Norihiro (* 1972), japanischer Fußballspieler und -trainer
- Satsukida, Seiya (* 2002), japanischer Fußballspieler

### Satt
- Satta Flores, Stefano (1937–1985), italienischer Schauspieler
- Satta, Melissa (* 1986), US-amerikanisch-italienisches Model, Showgirl, Moderatorin und SchauspielerinMelissa Satta (* 1986)

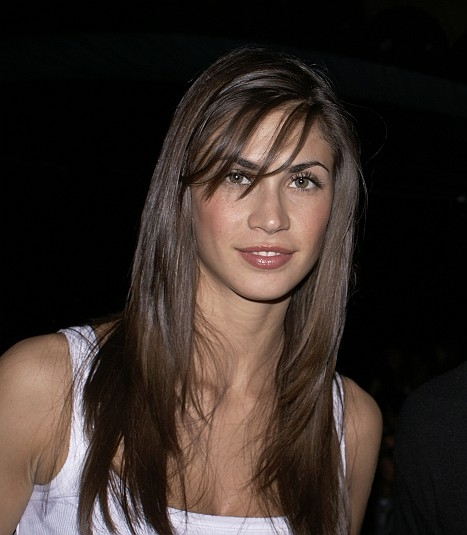
Melissa Satta (* 1986)

- Satta, Salvatore (1902–1975), italienischer Jurist und Schriftsteller
- Satta, Sandro (* 1955), italienischer Jazzmusiker (Altsaxophon, Komposition)
- Satta, Vladimiro (* 1960), italienischer Historiker
- Sattam ibn Abd al-Aziz Al Saud (1941–2013), Prinz aus dem Hause Saud und von November 2011 bis zu seinem Tod Gouverneur der Provinz Riad
- Sattaporn Suso (* 2006), thailändischer Fußballspieler
- Sattar, Abdus (1906–1985), bangladeschischer Politiker, Präsident von Bangladesch
- Sattar, Majid (* 1970), deutscher Journalist, politischer Redakteur und Autor
- Sattarchanow, Beksat (1980–2000), kasachischer Boxer
- Sattawas Inchareon (* 1994), thailändischer Fußballspieler
- Sattawas Leela (* 2003), thailändischer Fußballspieler
- Sattei, Mara (* 1995), italienische Popsängerin
- Sattel, Gerhard (* 1956), deutscher Ringer
- Sattel, Paul (1905–1960), deutscher Orgelbauer
- Sattelberger, Thomas (* 1949), deutscher Manager, Politiker (FDP), MdBThomas Sattelberger (* 1949)

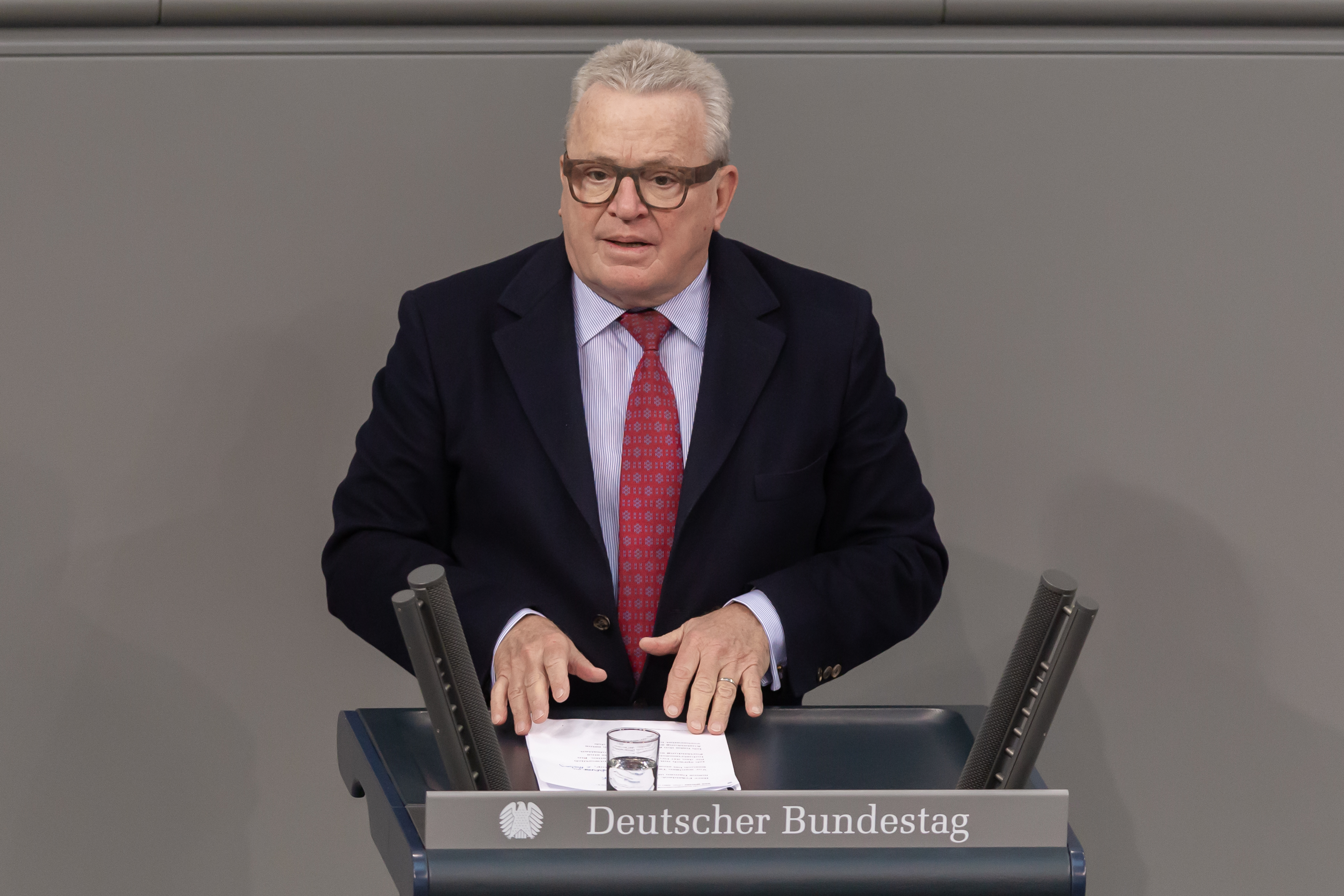
Thomas Sattelberger (* 1949)

- Sättele, Thomas (1808–1880), badischer Lehrer, Bürgermeister und Freiheitskämpfer
- Sattelkau, Martin (* 1957), deutscher Politiker (CDU)
- Sattelmacher, Paul (1879–1947), deutscher Richter, Oberlandesgerichtspräsident in Naumburg
- Sattelmaier, Rouven (* 1987), deutscher Fußballspieler
- Sattels, Barry (* 1946), US-amerikanischer Schauspieler
- Satten, Joseph (1921–2012), US-amerikanischer Psychiater
- Satter, Erich (* 1935), deutscher Philosoph
- Satter, Michelle, US-amerikanische Filmmanagerin
- Satter, Tina, US-amerikanische Film- und Theater-Regisseurin, Drehbuchautorin und Dramatikerin
- Satter, Wieland (* 1968), deutscher Opern- und Konzertsänger (Bassbariton)
- Satterfield, Bob (1923–1977), US-amerikanischer Boxer
- Satterfield, Dave E. (1894–1946), US-amerikanischer Politiker
- Satterfield, David E. III (1920–1988), US-amerikanischer Politiker
- Satterfield, Paul (* 1960), US-amerikanischer Schauspieler
- Satterthwait, Walter (1946–2020), US-amerikanischer Krimi-Autor
- Satterthwaite, Amy (* 1986), neuseeländische Cricketspielerin
- Satterthwaite, John (1925–2014), britischer anglikanischer Theologe; Bischof von Gibraltar
- Satterthwaite, John (1928–2016), katholischer Geistlicher und römisch-katholischer Bischof von Lismore
- Satterthwaite, Joseph C. (1900–1990), US-amerikanischer Diplomat
- Satterthwaite, Margaret, US-amerikanische Juristin und Menschenrechtsexpertin
- Satterthwaite, Phyllis (1886–1962), britische Tennisspielerin
- Satterwhite, Thomas D. (1851–1905), US-amerikanischer Jurist und Politiker
- Sattes, Ingrid (* 1961), deutsche Schauspielerin und Psychologin
- Satthianadhan, Krupabai (1862–1894), indische Schriftstellerin
- Satti, Marina (* 1986), griechische Sängerin
- Sattig, Carl Leopold Gottfried (1774–1844), deutscher Jurist, Notar, Consulent und Justizrat
- Sattig, Hugo (1807–1884), deutscher Politiker
- Sattig, Thomas B. (* 1971), deutscher Philosophieprofessor
- Sattin, Rebecca (* 1980), australische Ruderin
- Šattiwazza, König von Hanilgabat
- Sattlberger, Nikolas (* 2004), österreichischer Fußballspieler
- Sattlberger, Siegfried (* 1940), österreichischer Politiker (ÖVP), Mitglied im Österreichischen Bundesrat
- Sattlegger, Hans (1873–1954), österreichischer Politiker (Landbund), Landtagsabgeordneter, Mitglied des Bundesrates
- Sättler, Albin (1927–1998), deutscher Künstler
- Sattler, Anett (* 1983), deutsche ModeratorinAnett Sattler (* 1983)

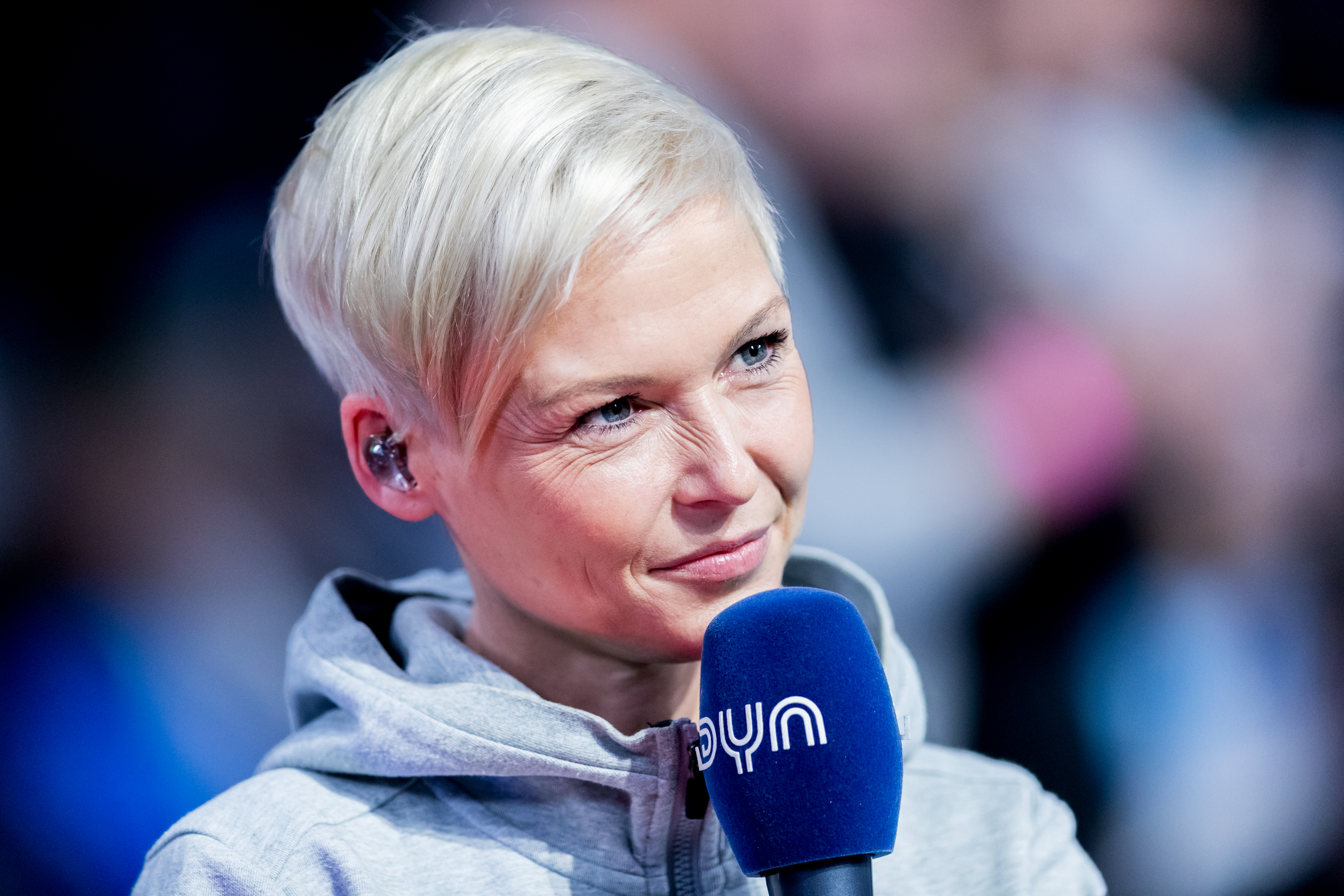
Anett Sattler (* 1983)

- Sattler, Barbara (* 1974), österreichische Philosophin und Philosophiehistorikerin
- Sattler, Basilius (1549–1624), deutscher evangelischer Theologe, Hochschullehrer, Generalsuperintendent und braunschweigischer Oberhofprediger
- Sattler, Bernd (* 1958), deutscher Sprinter
- Sattler, Bernhard (1903–1980), deutscher Kunstmaler
- Sattler, Birgit (* 1969), österreichische Ökologin
- Sattler, Bruno (1898–1972), deutscher SS-Sturmbannführer und Kriminaldirektor, Gestapochef in Belgrad
- Sattler, Carl (1877–1966), deutscher Architekt und Hochschullehrer
- Sattler, Carl Hubert (1880–1953), deutscher Augenarzt in Königsberg und Diez
- Sattler, Caroline Franziska (1799–1863), deutsche Porträt- und Miniaturmalerin und Lithographin
- Sattler, Christian Friedrich (1705–1785), deutscher Archivar und Geschichtsschreiber
- Sattler, Christoph (* 1938), deutscher Architekt
- Sattler, D. E. (1939–2023), deutscher Publizist, Übersetzer und Herausgeber der Frankfurter Hölderlin-Ausgabe
- Sattler, Dieter (1906–1968), deutscher Architekt und Botschafter beim Heiligen Stuhl
- Sattler, Dorothea (* 1961), deutsche römisch-katholische TheologinDorothea Sattler (* 1961)

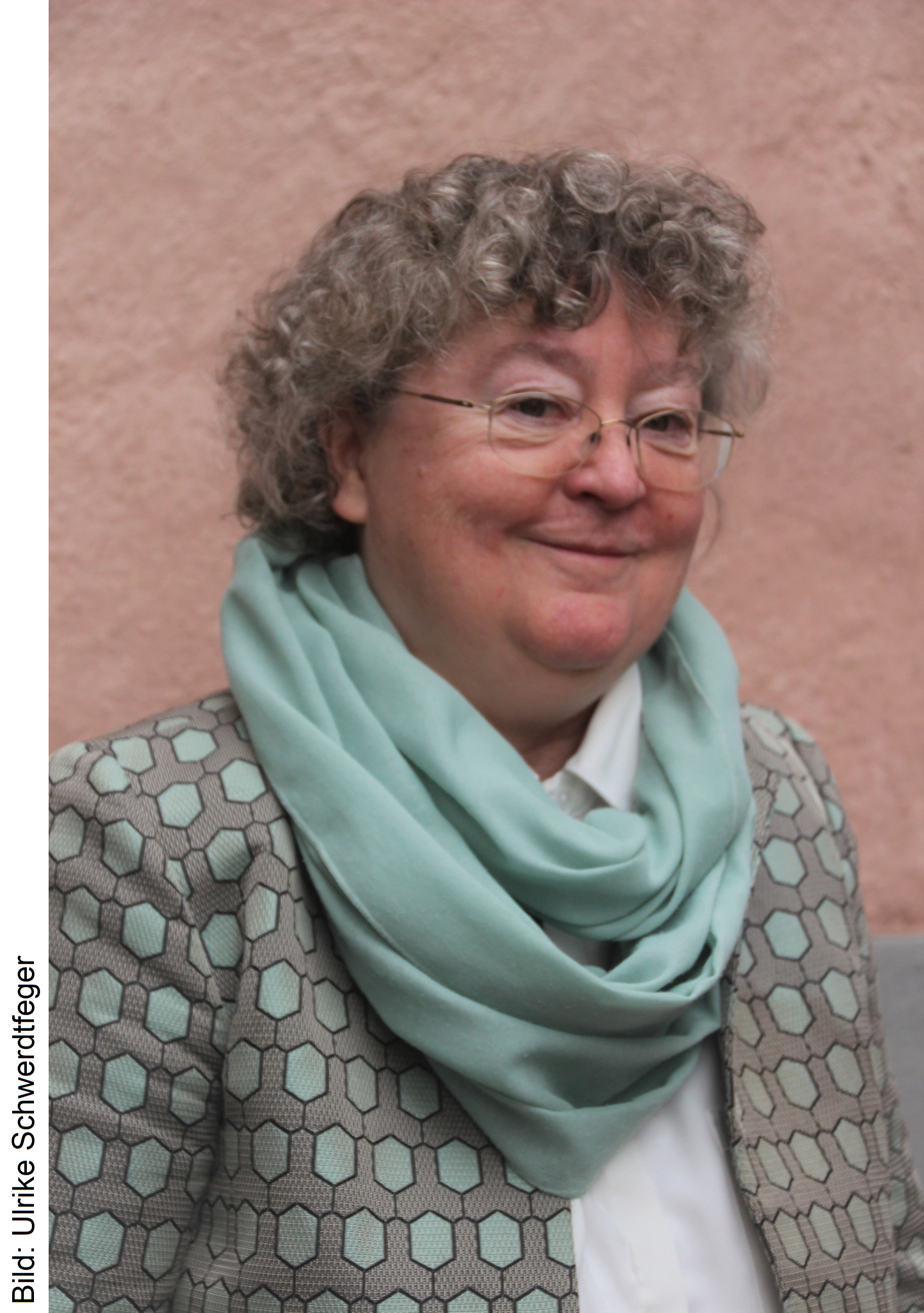
Dorothea Sattler (* 1961)

- Sattler, Enrique (1863–1944), deutscher Chirurg in Bremen
- Sattler, Ernst (1840–1923), deutscher Maler
- Sattler, Ernst (1887–1974), deutscher Schauspieler und Hörspielsprecher
- Sattler, Ernst (1892–1950), sudetendeutscher politischer Funktionär (DSAP)
- Sättler, Franz (* 1884), deutscher Okkultist und Alchemist
- Sattler, Friederike (* 1964), deutsche Historikerin
- Sattler, Fritz (1896–1964), deutscher KPD- und SED-Funktionär, Bezirksratsvorsitzendenr im Bezirk Suhl
- Sattler, Georg (1879–1975), deutscher Jurist, Verwaltungsbeamter und Politiker (DNVP)
- Sattler, Georg Carl Gottlieb (1818–1885), deutscher Unternehmer
- Sattler, Gerhard (1955–2022), deutscher Dermatologe
- Sattler, Hanns Walther (1894–1953), deutscher Theaterdirektor
- Sattler, Hans (1901–1959), deutscher Komponist, Musiker und Autor
- Sattler, Hans (1935–2019), deutscher SED-Funktionär und FDJ-Funktionär
- Sattler, Heinrich (1811–1891), deutscher Organist und Publizist
- Sattler, Heinrich (* 1945), deutscher Politiker (CDU)
- Sattler, Helmut (1934–2020), deutscher Fußballspieler
- Sattler, Henny (1829–1913), deutsche Sozialarbeiterin und Frauenrechtlerin
- Sattler, Henrik (* 1961), deutscher Wirtschaftswissenschaftler
- Sattler, Horst (1934–2019), deutscher Feuerwehrfunktionär
- Sattler, Hubert (1817–1904), österreichischer Landschaftsmaler
- Sattler, Hubert (1844–1928), österreichischer Augenarzt
- Sattler, Irene (1880–1957), deutsche Bildhauerin
- Sattler, Jaja (1902–1944), deutscher Lovari und protestantischer „Zigeunermissionar“ der Berliner Stadtmission
- Sattler, Joachim (1899–1984), deutscher Opernsänger (Tenor)
- Sattler, Jochen (* 1956), deutscher Journalist, Fernsehmoderator und Medientrainer
- Sattler, Johann (* 1969), österreichischer Diplomat
- Sattler, Johann Jens Caspar (1810–1880), deutscher Chemiker und Unternehmer
- Sattler, Johann Michael (1786–1847), österreichischer Maler
- Sattler, Johann Paul (1747–1804), deutscher Lehrer und Schriftsteller
- Sattler, Johanna Barbara (* 1953), deutsche Psychologin
- Sattler, John F., Lieutenant General des US Marine Corps
- Sattler, Josef (1830–1878), deutscher Wilderer
- Sattler, Josef Ignaz (1852–1927), österreichischer Bildhauer
- Sattler, Joseph (1867–1931), deutscher Illustrator
- Sattler, Julius (1799–1871), deutscher Jurist und Politiker
- Sattler, Kai-Uwe (* 1968), deutscher Informatiker und Hochschullehrer
- Sattler, Karl (1850–1906), deutscher Archivar und Politiker (NLP), MdR
- Sattler, Karl (1881–1945), österreichischer Politiker, Landtagsabgeordneter im Burgenland
- Sattler, Karl (1891–1958), deutscher Politiker (NSDAP), MdR
- Sattler, Karl (* 1896), deutscher Maschinenschlosser und Politiker (KPD), MdR
- Sattler, Klaus-Peter (* 1941), deutsch-österreichischer Komponist
- Sattler, Konrad (1905–1999), österreichischer Bauingenieur und Hochschullehrer
- Sattler, Leonhard (1676–1744), Stiftsbildhauer in St. Florian
- Sattler, Magnus (1827–1901), deutscher Benediktiner, Klosteroberer und Ordenshistoriker
- Sattler, Martin (* 1942), deutscher Jurist, Politikwissenschaftler und Rechtsphilosoph
- Sattler, Melchior Ludolph (1618–1676), deutscher evangelischer Geistlicher
- Sattler, Meta (1867–1958), deutsche Sozialhelferin
- Sattler, Michael († 1527), Persönlichkeit der ersten Täufergeneration
- Sattler, Michael B. (* 1990), deutscher Schauspieler, Sänger und TänzerMichael B. Sattler (* 1990)

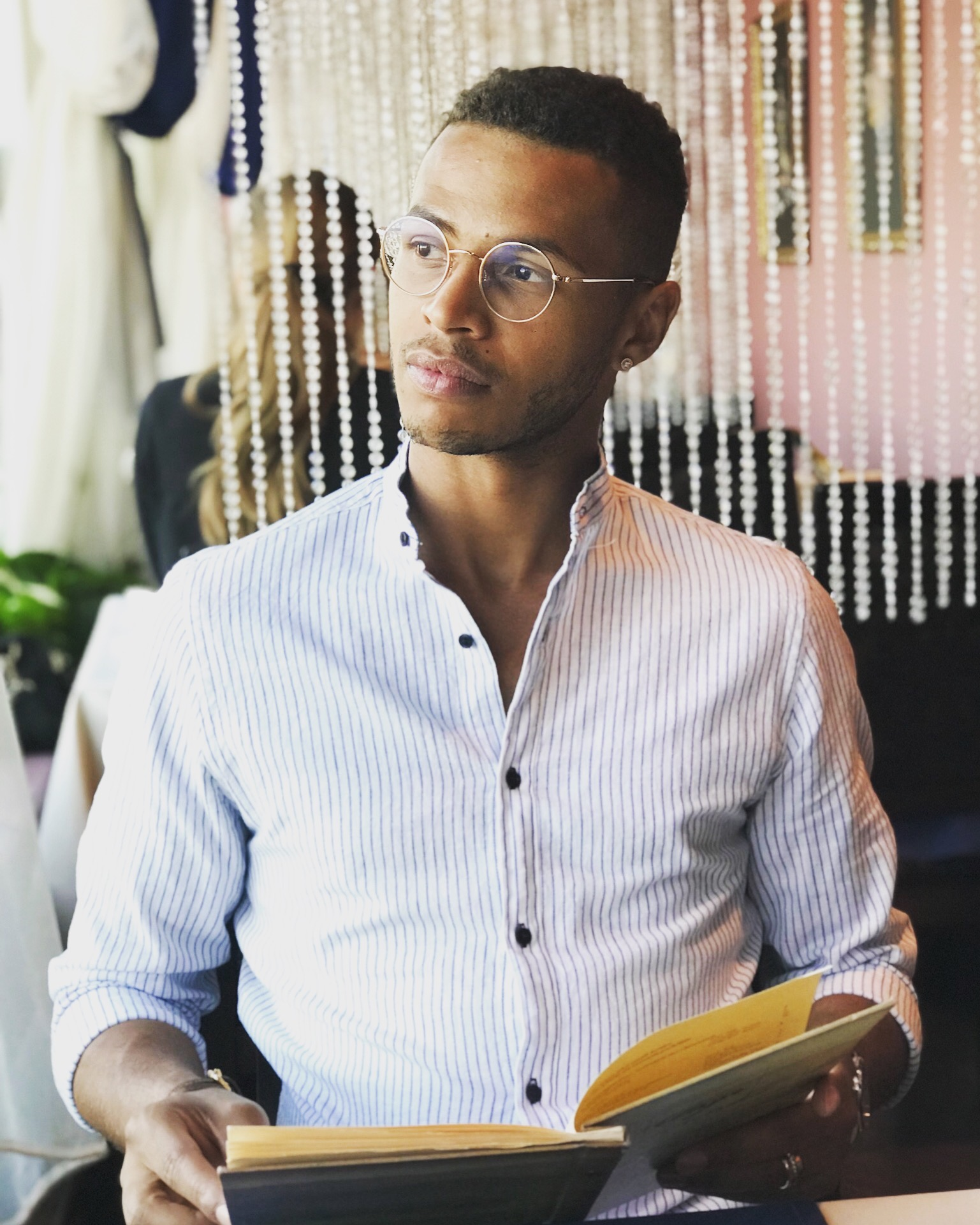
Michael B. Sattler (* 1990)

- Sattler, Minna (1891–1974), deutsche Sozialarbeiterin und Politikerin der SPD
- Sattler, Norbert (1951–2023), österreichischer Kanute
- Sattler, Oswald (* 1957), italienischer Musiker und Landwirt in Südtirol
- Sattler, Paul (1894–1965), Kommunalpolitiker (SPD)
- Sattler, Philipp (1594–1641), schwedischer Diplomat, Offizier und Kriegsrat
- Sattler, Philipp (1695–1738), österreichischer Bildhauer
- Sattler, Philipp Klaus (1923–2006), deutscher Elektrotechniker und Hochschullehrer
- Sattler, Regina (* 1961), österreichische Schauspielerin
- Sattler, Renate (* 1961), deutsche Schriftstellerin
- Sattler, Stefan (* 1962), deutscher Schauspieler und Synchronsprecher hauptsächlich für Deutsch und Französisch
- Sattler, Stephan (* 1947), deutscher Journalist
- Sattler, Thilo (* 1955), deutscher Fußballspieler
- Sattler, Toni Michael (* 1987), deutscher Synchronsprecher und Webvideoproduzent
- Sattler, Ulrich (1937–2017), deutscher Jurist und Richter am Bundessozialgericht
- Sattler, Ulrike (* 1966), deutsche Informatikerin und Hochschullehrerin
- Sattler, Uwe (* 1960), deutscher Journalist
- Sattler, Wilhelm (1784–1859), deutscher IndustriellerWilhelm Sattler (1784–1859)

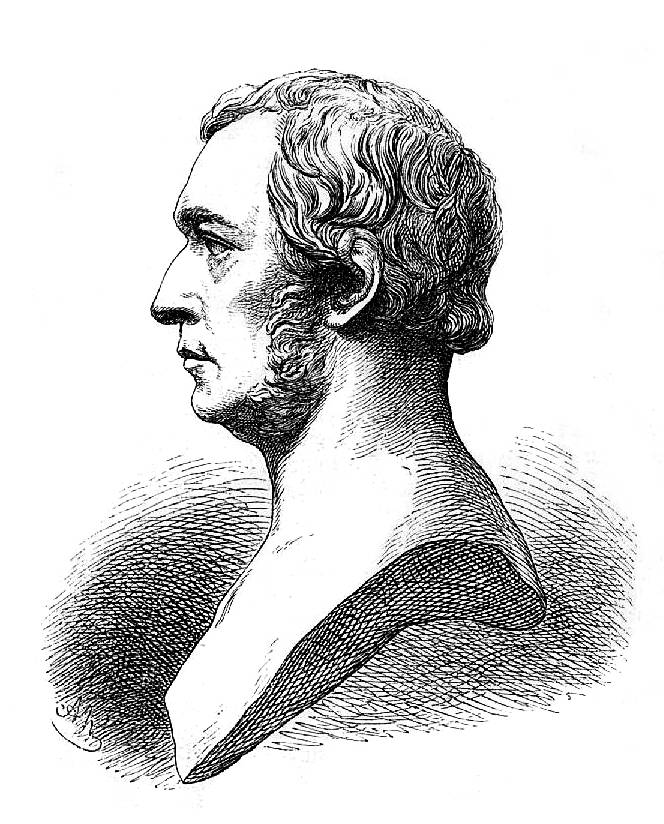
Wilhelm Sattler (1784–1859)

- Sattler, Wolf Jacob (1593–1654), deutscher Jurist, Gesandter bei den Westfälischen Friedensverhandlungen sowie beim Nürnberger Exekutionstag
- Sattler, Xaver (1893–1981), deutscher Offizier in der Luftwaffe der Wehrmacht
- Sattmann, Josef (1947–2019), deutscher Fußballspieler
- Sattmann, Peter (* 1947), deutscher Schauspieler, Regisseur und Bühnenautor
- Sattner, Hugolin (1851–1934), slowenischer Franziskanerpater und Komponist
- Sattorow, Imomudin (* 1964), tadschikischer Diplomat, Botschafter Tadschikistans in Deutschland
- Sattorow, Talabchudscha (1953–2007), tadschikisch-sowjetischer Komponist
- Sattouf, Riad (* 1978), französischer Comicautor und FilmregisseurRiad Sattouf (* 1978)

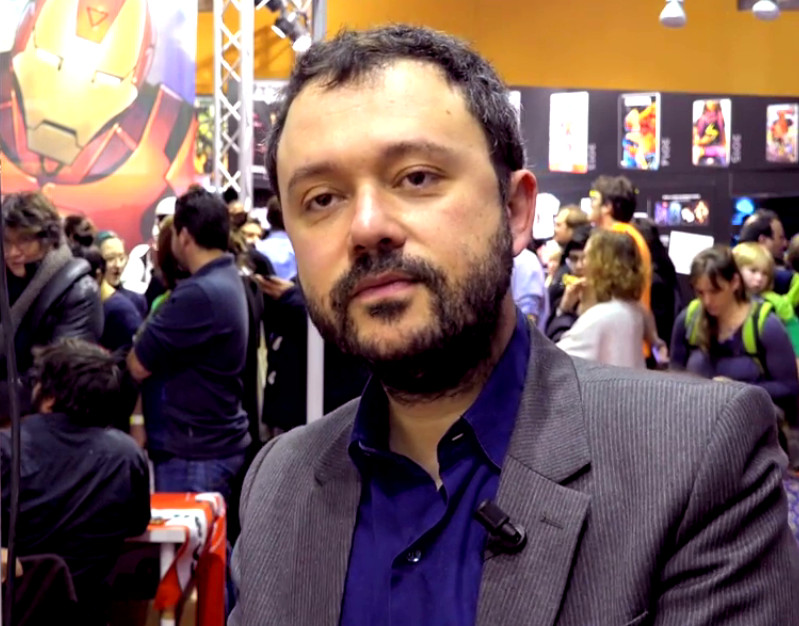
Riad Sattouf (* 1978)

- Sattra Ratlongmaung (* 2001), deutsch-thailändischer Fußballspieler
- Sattrawut Auppachai (* 2005), thailändischer Fußballspieler
- Sattrup, Rebecca Emilie (* 2001), dänische Schauspielerin
- Sätty, Wilfried (1939–1982), deutscher Grafiker der Hippie- und Beat Generation

### Satu
- Satubaldin, Arslan (* 1984), turkmenischer Fußballtorhüter
- Satué Huerto, José Antonio (* 1968), spanischer Geistlicher, römisch-katholischer Bischof von Málaga
- Satula, Wladimir (* 1979), kasachischer Biathlet
- Satulin, Konstantin Fjodorowitsch (* 1958), russischer Politiker, Abgeordneter der russischen Staatsduma
- Satulowskaja, Tatjana Jakowlewna (1935–2017), russische Schachspielerin
- Šatūnas, Simonas (* 1977), litauischer Politiker, Vizeminister, Diplomat
- Satunin, Konstantin Alexejewitsch (1863–1915), russischer Zoologe
- Šatura, Vladimír (1923–2008), slowakisch-österreichischer Ordensgeistlicher, Jesuit, Theologe, Psychologe und Autor
- Saturgus, Friedrich (1697–1754), deutscher Unternehmer und Mäzen in Königsberg
- Saturius von Soria, Eremit und Heiliger
- Saturn, Perry (* 1966), US-amerikanischer WrestlerPerry Saturn (* 1966)

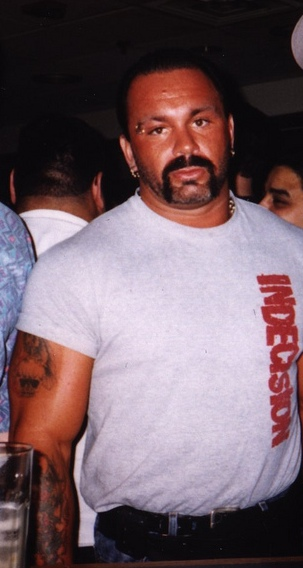
Perry Saturn (* 1966)

- Saturné, Launay (* 1964), haitianischer Geistlicher, römisch-katholischer Erzbischof von Cap-Haïtien
- Saturninius Secundus Salutius, römischer Beamter
- Saturninus, antiker römischer Toreut
- Saturninus von Toulouse, Bischof von Toulouse
- Saturninus, Flavius, spätrömischer Offizier und Konsul (383)
- Saturninus, Flavius Peregrinus, spätantiker römischer Beamter und Militär
- Saturninus, Iulius († 281), römischer Statthalter von Syrien und römischer Gegenkaiser
- Saturninus, Lucius Antonius († 89), römischer Politiker, Usurpator gegen Domitian
- Šaturová, Simona, slowakische SopranistinSimona Šaturová

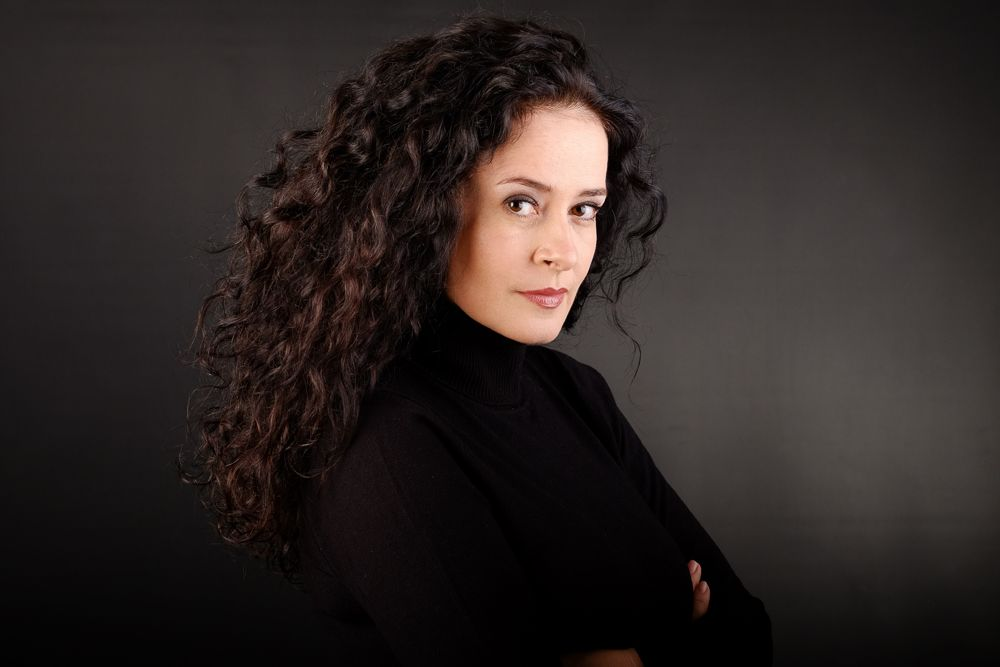
Simona Šaturová

### Saty
- Satyanand, Anand (* 1944), neuseeländischer Politiker und Jurist
- Satyananda (1923–2009), indischer Yoga-Meister
- Satyarthi, Kailash (* 1954), indischer Kinderrechtsaktivist und Friedensnobelpreisträger
- Satybaldijew, Dschantörö (* 1956), kirgisischer Politiker
- Satybaldijew, Marat (* 1962), sowjetischer Radrennfahrer
- Satybaldy, Darchan (* 1974), kasachischer Politiker
- Satylganow, Toktogul (1864–1933), kirgisischer Musiker
- Satyrius Firmus, römischer Suffektkonsul (148)
- Satyrkewytsch-Karpynska, Hanna (1855–1921), ukrainische Theaterschauspielerin
- Satyros, griechischer Architekt und Bildhauer
- Satyros († 403 v. Chr.), athenischer Politiker
- Satyros von Kallatis, antiker griechischer Biograph
- Satyrus von Mailand († 378), römischer Präfekt der Spätantike

### Satz
- Satz, Alexander (1941–2007), russischer Pianist und Klavierpädagoge
- Satz, Debra (* 1956), US-amerikanische Philosophin und Hochschullehrerin
- Satz, Helmut (* 1936), deutscher Physiker
- Satz, Mario (* 1944), argentinischer Schriftsteller
- Satz, Mathilde (* 1875), deutsche Künstlerin
- Satzenhofen, Caroline von (1728–1785), Äbtissin des Damenstifts Vilich
- Satzer, Olaf (* 1970), deutscher Schlagzeuger, Musikpädagoge und Romanautor
- Satzger, Alfons (1899–1978), deutscher katholischer Theologe
- Satzger, Helmut (* 1966), deutscher Strafrechtler
- Satzinger, Bernd (* 1977), österreichischer Jazzmusiker (Bass, Komposition)
- Satzinger, Franz (* 1935), österreichischer Heimatforscher
- Satzinger, Georg (* 1956), deutscher Kunsthistoriker und Hochschullehrer
- Satzinger, Helmut (* 1938), österreichischer Ägyptologe und Koptologe
- Satzinger, Johann Georg (1790–1856), deutscher Jurist und Bürgermeister von Regensburg
- Satzinger, Otto (1878–1945), österreichischer Wasserspringer
- Satzky, Frank (* 1960), deutscher Musiker und Leiter des Magdeburger Knabenchores
- Sätzl, Christoph († 1655), österreichischer Komponist